# Garet Garrett
Pour les articles homonymes, voir Garet.
Garet Garrett, né Edward Peter Garrett (19 février 1878 à Pana, Illinois - 6 novembre 1954 à Tuckahoe (New Jersey), est un romancier et journaliste américain, qui s'est fait connaître pour ses critiques du New Deal de Franklin Delano Roosevelt dans les années 1930, puis pour ses prises de positions sur le rôle des États-Unis dans la Seconde Guerre mondiale. Il travailla d'abord au New York Sun, avant de devenir rédacteur en chef du New York Tribune en 1916. Il travailla également pour le New York Times, le Saturday Evening Post, et le Wall Street Journal. Très proche du courant libertarien, il rédigea des critiques très véhémentes contre le New Deal en lequel il voyait un ensemble de mesures socialistes. Il rédigea ainsi une série d'articles à ce sujet dans le Saturday Evening Post entre 1933 et 1940.

## Publications

### Parutions originales en anglais
- Recueil sur le site de l'Institut Mises de ses œuvres et d'articles le concernant

### Traductions françaises
- Le Soleil Entre les Mains. Essai sur l'histoire économique traduit de l'anglais par H. de Sarbois (A Time is Born, 1944). Domat (1946).
- Une Bulle Qui Ruina Le Monde. Chroniques Éditoriales Américaines 1915-1932. Traduit de l'anglais par Christophe Jacobs. Édité par les Éditions de l'Institut Coppet (2015).